# Reverence (The Jesus and Mary Chain)
Reverence è un singolo del gruppo musicale britannico The Jesus and Mary Chain, pubblicato il 3 febbraio 1992 come primo estratto dall'album Honey's Dead.
Raggiunse il n° 10 della classifica britannica.

## Tracce
Testi e musiche di W. e J. Reid, eccetto ove indicato.

### 7" e musicassetta
1. Reverence - 3:37
2. Heat - 2:57

### 12" e CD
1. Reverence - 3:45
2. Heat - 3:00
3. Reverence (Radio Mix) - 5:43
4. Guitarman - 3:42 (Reed)